# Mudrovce
Mudrovce (Hongaars: Modrafalva) is een Slowaakse gemeente in de regio Košice, en maakt deel uit van het district Košice-okolie.
Mudrovce telt 75 inwoners.